# Sydglansfly
Sydglansfly, Acontia lucida, är en fjärilsart som beskrevs av Johann Siegfried Hufnagel 1766. 
Sydglansfly ingår i släktet Acontia och familjen nattflyn, Noctuidae. Arten är ännu inte påträffad i Sverige. Inga underarter finns listade i Catalogue of Life.

## Bildgalleri

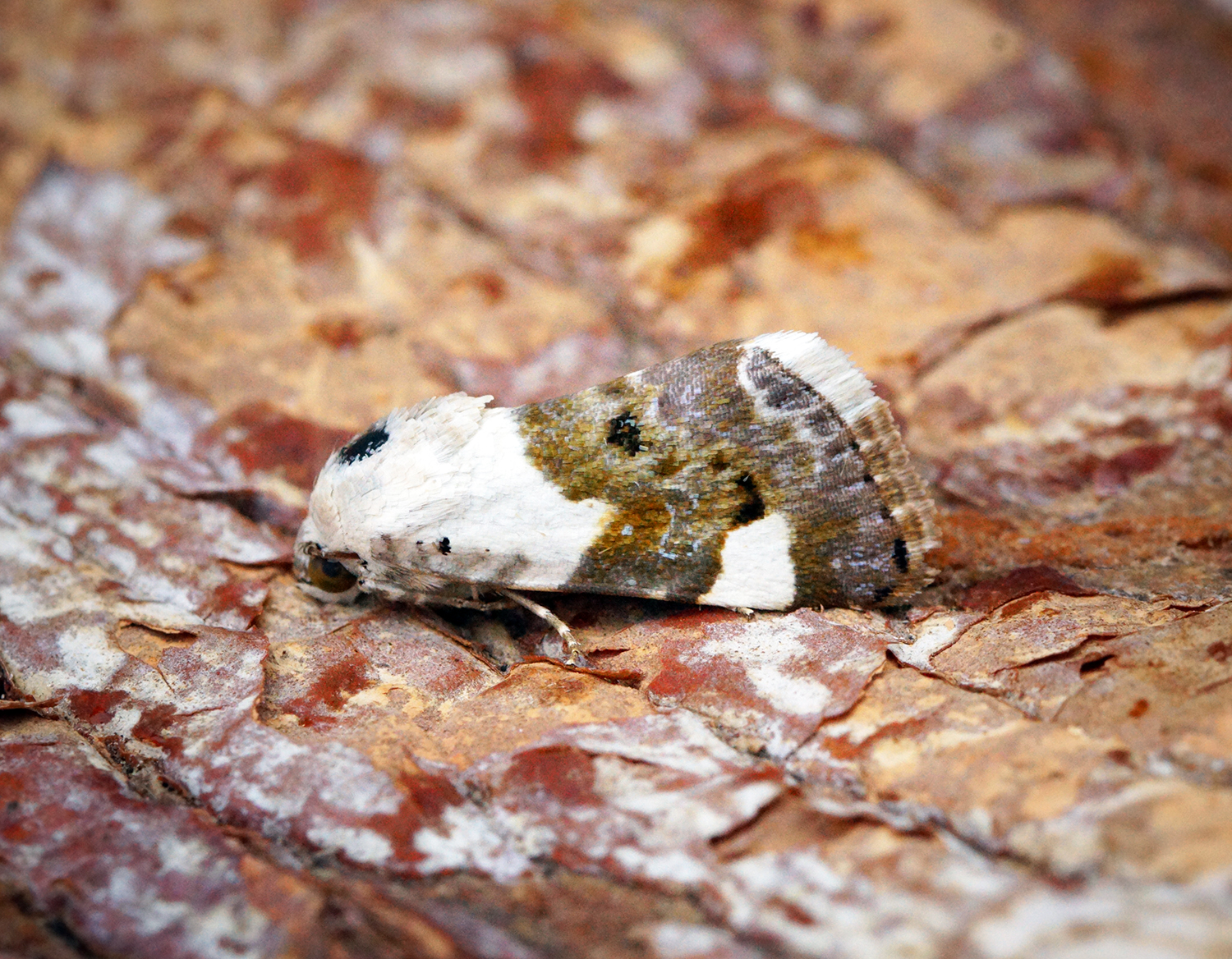
imago fjäril
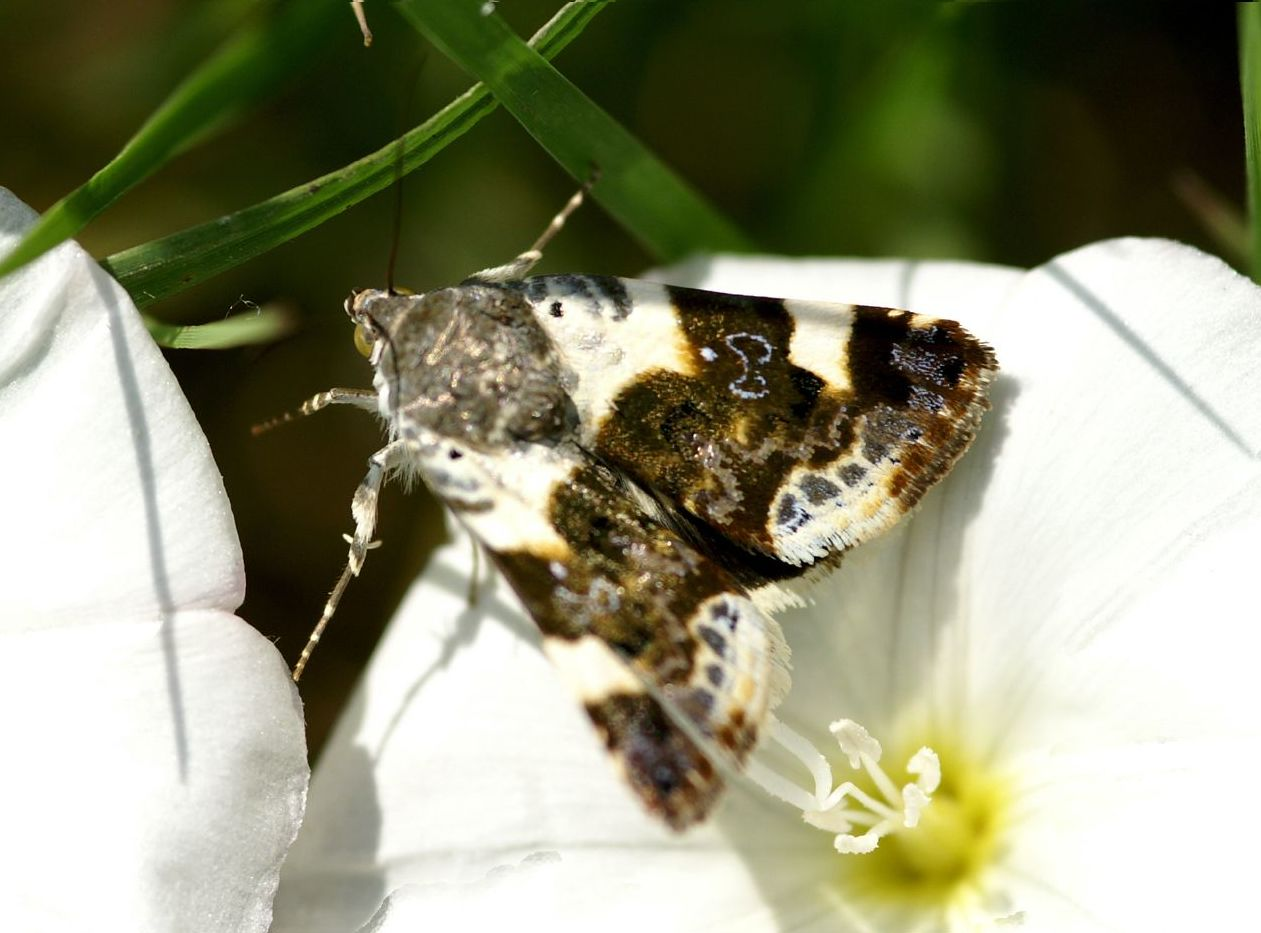
imago fjäril
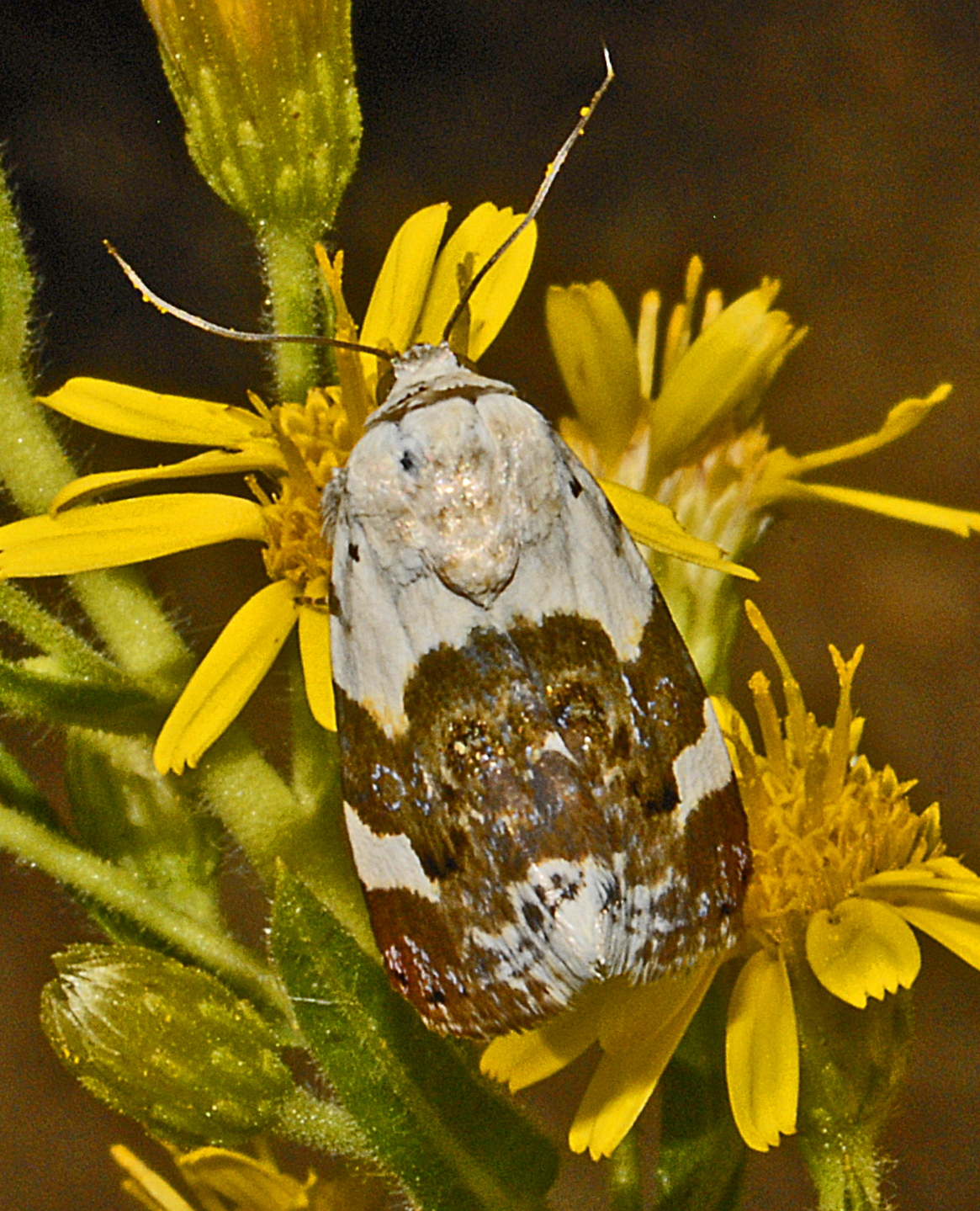
imago fjäril
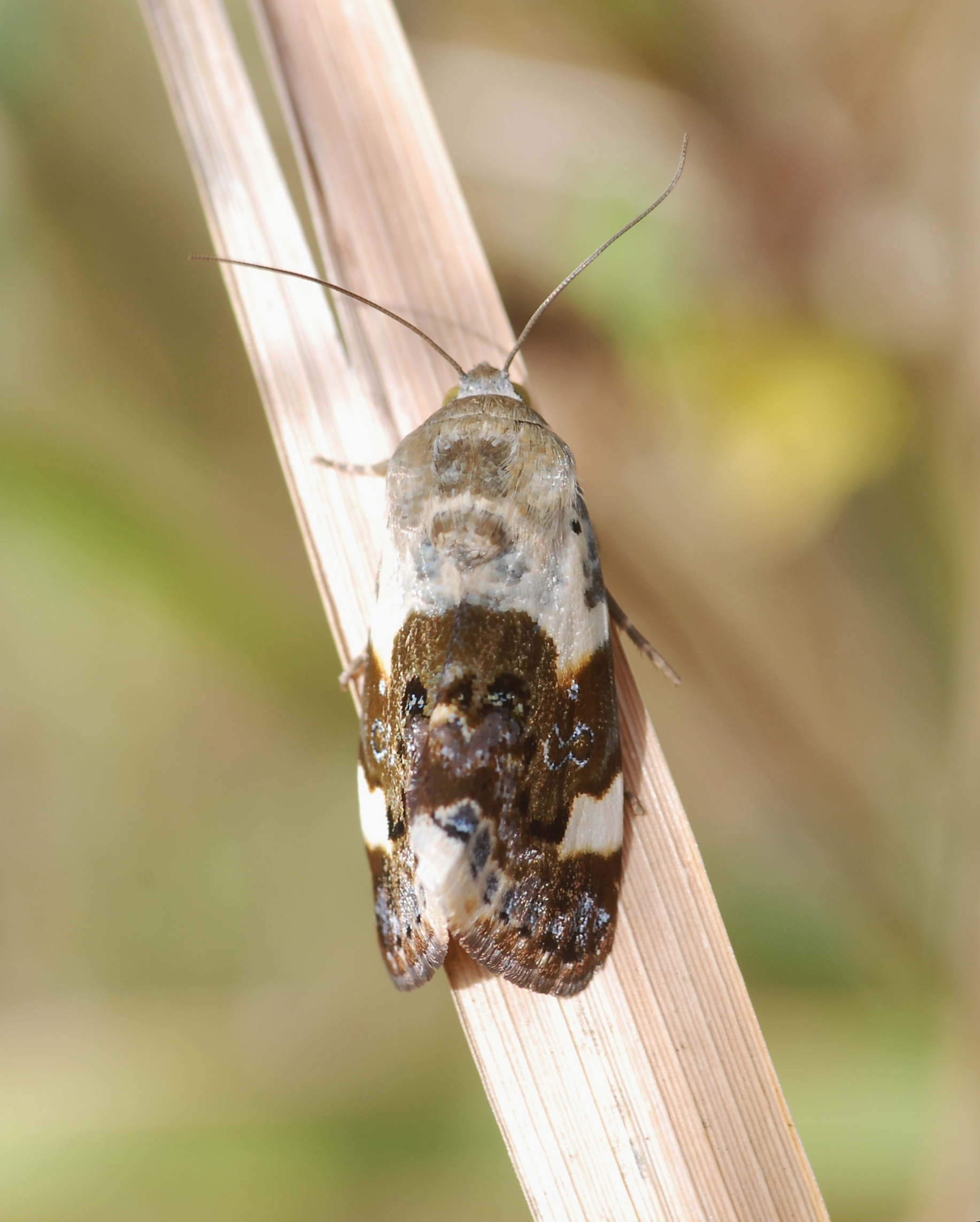
imago fjäril
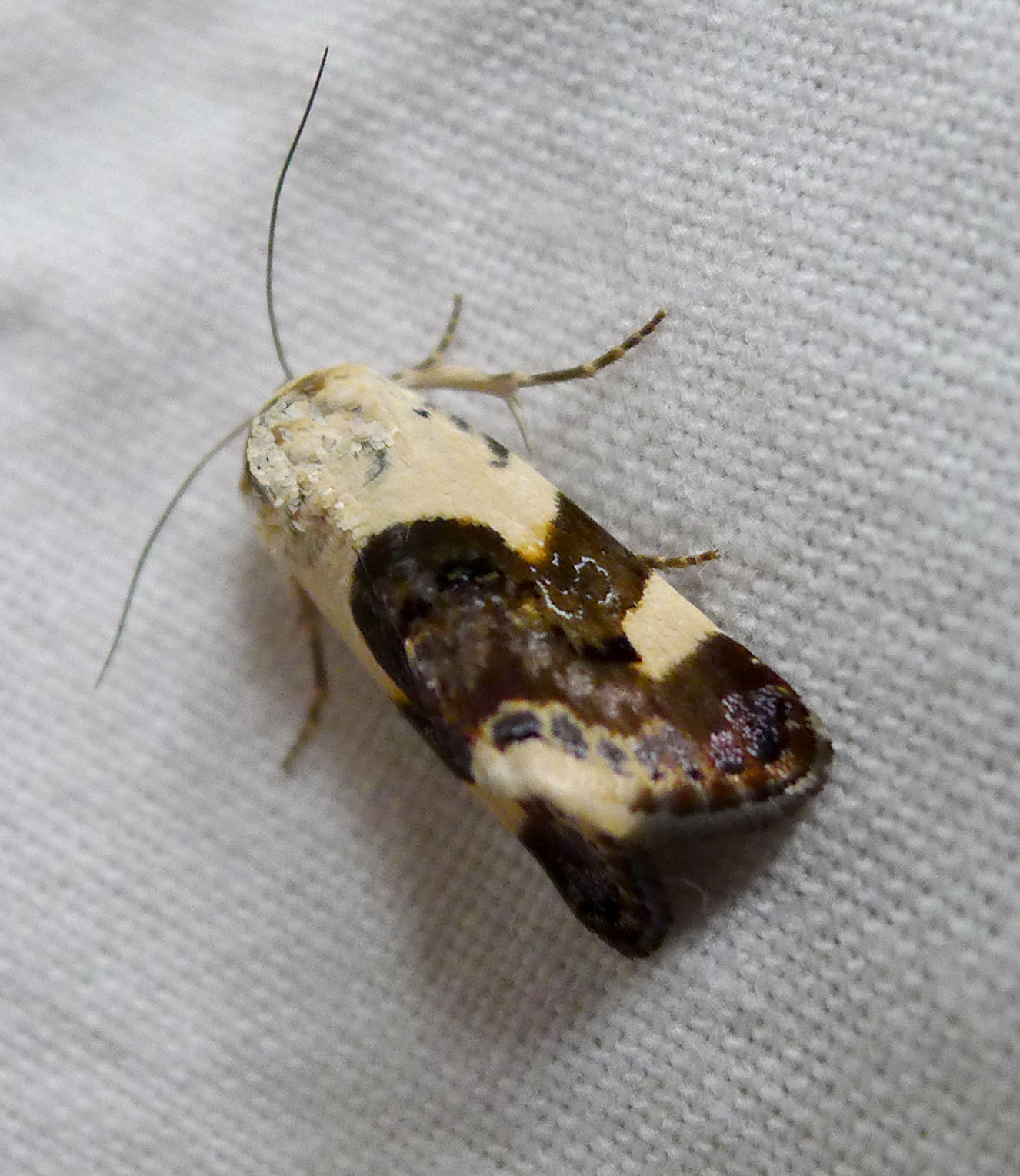
imago fjäril
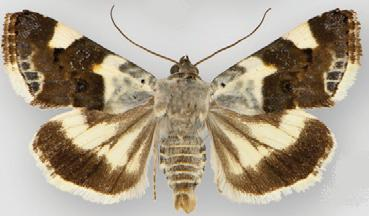
Preparerad (uppnålad) imago fjäril